# بليك تومسون (لاعب كريكت)
بليك تومسون (9 ديسمبر 1997 - ) (بالإنجليزية: Blake Thomson)‏ هو لاعب كريكت أسترالي.

## وصلات خارجية
- بليك تومسون على موقع إي آس بي آن كريك إنفو (الإنجليزية)